# Percina pantherina
Percina pantherina es una especie de peces de la familia Percidae en el orden de los Perciformes.

## Morfología
Los machos pueden llegar alcanzar los 9,2 cm de longitud total.

## Distribución geográfica
Se encuentran en Norteamérica: suroeste de Arkansas y sureste de Oklahoma.